# STS–41–G
Az STS–41–G jelű küldetés az amerikai űrrepülőgép program 13., a Challenger űrrepülőgép 6. repülése.

## Küldetés
A nyolcnapos repülés célja a szállított műhold telepítésének végrehajtása. Az első alkalommal fordult elő, hogy egyszerre hét űrhajós, ebből két nő repült a világűrbe. Kathryn Sullivan volt az első amerikai nő, aki űrsétát (kutatás, szerelés) végzett. Marc Garneau az első kanadai űrhajós.

## Jellemzői

### Első nap
1984. október 5-én a szilárd hajtóanyagú gyorsítórakéták (SRB) segítségével Floridából, a Cape Canaveral (KSC) Kennedy Űrközpontból, a LC39–A jelű indítóállványról emelkedett a magasba. Az orbitális pályája 92 perces, 51,7 fokos hajlásszögű, elliptikus pálya perigeuma 250 kilométer, az apogeuma 390 kilométer volt. Felszálló tömeg indításkor 110 127 kilogramm, műveleti tömege a pályán 10 643 kilogramm, leszálló tömeg 91 744 kilogramm. Szállított hasznos teher felszálláskor/leszállásnál8573 kilogramm

### Műhold
A műholdat a beépített kanadai Canadarm (RMS) manipulátor kart 50 méter távolságba kiemelve állította pályairányba. A műholdat eredményesen állították pozícióba, az űrrepülőgép eltávolodása után (13-15 kilométer) saját hajtóművének segítségével eredményesen állt szolgálatba.

#### ERBS
A NASA tudományos műholdja – Earth Radiation Budget Satellite (ERBS), a Napról érkező energia hatásának vizsgálata a Földre, különösen az energia vándorlására a trópusokról a sarkvidékek irányába. A Föld ózonrétegéről közel kettő évtizedig eredményesen szolgáltatott adatokat. Adatszolgáltatásával jelentősen hozzájárult a Montréali jegyzőkönyv aláírásához.
Kódszáma: SSC 15354 (COSPAR ID 1984-108B), súlya 2449 kilogramm, energia ellátását táblába szerelt napelemek biztosították. Az orbitális egység pályája 96,3 perces, 57 fokos hajlásszögű, geostacionárius pálya perigeuma 576 kilométer, az apogeuma 589 kilométer volt. Hasznos tömege 4730 kilogramm. Várható élettartama korlátlan (!), 2005. október 14-én befejezte aktív szolgálatát.

#### Hasznos teher
1. A Föld tudományos célú fényképezésére nagy felbontású kamerát [Large Format Camera (LFC)]/ORS, környezetvédelmi kutatásához (légszennyezettség) érzékeny felbontású kamerát alkalmaztak.
2. A SIR–B/OSTA–3 továbbfejlesztett változata, az STS–2 által első alkalommal felvitt OSTA –1-nek (Office of Space and Terrestrial Applications-1). A beépített (modul rendszerű) műszereivel Föld-megfigyelési kísérletsorozatot végeztek.
3. Egy antenna tömb (teljes felülete 11 négyzetméter), melyek feladata lett volna, az űrrepülőgép adathalmazának továbbítása a vevőállomások irányába. Technikai hiba miatt nem valós idejű adatok érkeztek  feldolgozásra.
4. Az amerikai Naval Research Laboratorium (Specialist Scully -Power program) megbízásából oceanográfiai megfigyeléseket végeztek.
5. Canex program keretében Marc Garneau, az első kanadai űrhajós összefüggő kísérletsorozatot végzett – emberi vizsgálatokkal [orvosi, hangulati (életminőségi)], anyagokkal (alkalmazhatóság, ötvözés), illetve az űrrepülőgép, az alkalmazandó eszközök működtetését végzők stresszállapotát vizsgálta.
6. Nyolc (Get Away Specials) palackba zárt, de a mikrogravitációnak kitett kísérleti anyag tesztelése történt.
7. Egy űrséta (kutatás, szerelés) során gyakorolták annak a lehetőségét, hogy a világűrben töltsenek üzemanyagot (ORS) az űrrepülőgépben. Megállapítást nyert, hogy a folyamat lehetséges.
8. Az IMAX kamerát harmadik alkalommal vitték magukkal (a teljes program felvétele) – dokumentumfilm készült az anyagból.
9. Auroral Photography Experiment (APE),
10. Sugárvédelmi Ellenőrző berendezések (RME),
11. Thermoluminiscent Dózismérő (TLD),

### Hatodik nap (EVA)
(zárójelben a dátum és az időtartam)
- EVA 1: Leestma és Sullivan (1984. október 11., 3 óra 29 perc)

### Nyolcadik nap
1984. október 13-án második alkalommal tért vissza kiinduló bázisára, a Kennedy Űrközpontra. Összesen 8 napot, 5 órát, 23 percet és 33 másodpercet (144 óra) töltött a világűrben. 5 293 847 kilométert (3 289 444 mérföldet) repült, 133 alkalommal kerülte meg a Földet.

## Személyzet
(zárójelben a repülések száma az STS–41–G-ig, azzal együtt)
- Robert Crippen (4), parancsnok
- Jon McBride (1), pilóta
- Kathryn Sullivan (1), küldetésfelelős
- Sally Ride (2), küldetésfelelős
- David Leestma (1), küldetésfelelős
- Marc Garneau (1), rakományfelelős – (Kanada)
- Paul Scully-Power (1), rakományfelelős

### Tartalékszemélyzet
- Robert Brent Thirsk küldetésfelelős
- Robert Stevenson küldetésfelelős. Eredetileg a második hasznos szakember lett volna. Felesége betegsége miatt lemondott szolgálatáról, helyébe Scully-Power repült.

### Visszatérő személyzet
- Robert Crippen (4), parancsnok
- Jon McBride (1), pilóta
- Kathryn Sullivan (1), küldetésfelelős
- Sally Ride (2), küldetésfelelős
- David Leestma (1), küldetésfelelős
- Marc Garneau (1), rakományfelelős – (Kanada)
- Paul Scully-Power (1), rakományfelelős

## Külső hivatkozások
- STS–41–G. spacefacts.de. [2013. október 5-i dátummal az eredetiből archiválva]. (Hozzáférés: 2013. szeptember 14.)
- STS–41–G. lib.cas.cz. [2013. október 13-i dátummal az eredetiből archiválva]. (Hozzáférés: 2013. szeptember 14.)
- STS–41–G. astronautix.com. (Hozzáférés: 2013. szeptember 14.)
- STS–41–G. ksc.nasa.gov. (Hozzáférés: 2013. szeptember 14.)[halott link]
- STS–41–G. nss.org. [2014. március 23-i dátummal az eredetiből archiválva]. (Hozzáférés: 2013. szeptember 14.)